# Schleich, Trier-Saarburg
Schleich är en kommun och ort i Landkreis Trier-Saarburg i förbundslandet Rheinland-Pfalz i Tyskland.
Kommunen ingår i kommunalförbundet Verbandsgemeinde Schweich an der Römischen Weinstraße tillsammans med ytterligare 18 kommuner.